# Ronde van België 2019
De 89e editie van de Ronde van België vond in 2019 plaats van 12 juni tot en met 16 juni. De start was in Sint-Niklaas, de finish in Beringen. De ronde maakte deel uit van de UCI Europe Tour 2019, in de categorie 2.HC. De winnaar van 2018 was Jens Keukeleire.

## Deelnemende ploegen
| WorldTour             | ProContinentaal             | Continentaal           |
| --------------------- | --------------------------- | ---------------------- |
| Astana Pro Team       | Burgos-BH                   | Team Cibel             |
| Trek-Segafredo        | Cofidis                     | Pauwels Sauzen-Bingoal |
| Deceuninck–Quick-Step | Corendon-Circus             | Tarteletto-Isorex      |
| Lotto Soudal          | Israel Cycling Academy      | Telenet-Fidea Lions    |
|                       | Riwal-Readynez Cycling Team | Belgische Selectie     |
|                       | Roompot-Charles             |                        |
|                       | Sport Vlaanderen-Baloise    |                        |
|                       | Arkéa-Samsic                |                        |
|                       | Total Direct Energie        |                        |
|                       | Vital Concept-B&B Hotels    |                        |
|                       | Wallonie Bruxelles          |                        |
|                       | Wanty-Gobert                |                        |

## Etappe-overzicht
| etappe | datum   | start        | finish       | type                | afstand | winnaar              | klassementsleider    |
| ------ | ------- | ------------ | ------------ | ------------------- | ------- | -------------------- | -------------------- |
| 1e     | 12 juni | Sint-Niklaas | Knokke-Heist | Vlakke rit          | 183,5km | Jan-Willem van Schip | Jan-Willem van Schip |
| 2e     | 13 juni | Knokke-Heist | Zottegem     | Vlakke rit          | 180km   | Remco Evenepoel      | Remco Evenepoel      |
| 3e     | 14 juni | Grimbergen   | Grimbergen   | Individuele tijdrit | 9,2km   | Tim Wellens          | Remco Evenepoel      |
| 4e     | 15 juni | Seraing      | Seraing      | Heuvelrit           | 151,6km | Victor Campenaerts   | Remco Evenepoel      |
| 5e     | 16 juni | Tongeren     | Beringen     | Heuvelrit           | 158,5km | Bryan Coquard        | Remco Evenepoel      |

## Etappe-uitslagen

### 1e etappe
| Sint-Niklaas – Knokke-Heist (183,5 km) |                      |                        |          |
| Plaats                                 | Naam                 | Ploeg                  | Tijd     |
| Winnaar                                | Jan-Willem van Schip | Roompot-Charles        | 4u15'14" |
| 2                                      | Tim Merlier          | Corendon-Circus        | + 4"     |
| 3                                      | Fabio Jakobsen       | Deceuninck–Quick-Step  | z.t.     |
| 4                                      | Lionel Taminiaux     | Wallonie Bruxelles     | z.t.     |
| 5                                      | Roy Jans             | Corendon-Circus        | z.t.     |
| 6                                      | Jasper Philipsen     | Nationale Selectie     | z.t.     |
| 7                                      | Daan Soete           | Pauwels Sauzen-Bingoal | z.t.     |
| 8                                      | Tom Van Asbroeck     | Israel Cycling Academy | + 6"     |
| 9                                      | Arne Marit           | Nationale selectie     | z.t.     |
| 10                                     | Rudy Barbier         | Israel Cycling Academy | z.t.     |

| Algemeen klassement |                      |                         |          |
| Plaats              | Naam                 | Ploeg                   | Tijd     |
| Blauwe trui         | Jan-Willem van Schip | Roompot-Charles         | 4u14'57" |
| 2                   | Tim Merlier          | Corendon-Circus         | + 15"    |
| 3                   | Fabio Jakobsen       | Deceuninck–Quick-Step   | + 17"    |
| 4                   | Glenn Debruyne       | Team Cibel              | z.t.     |
| 5                   | Tom Dernies          | Roubaix Lille Métropole | + 18"    |
| 6                   | Lionel Taminiaux     | Wallonie Bruxelles      | + 21"    |
| 7                   | Roy Jans             | Corendon-Circus         | z.t.     |
| 8                   | Jasper Philipsen     | Nationale selectie      | z.t.     |
| 9                   | Daan Soete           | Pauwels Sauzen-Bingoal  | z.t.     |
| 10                  | Tom Van Asbroeck     | Israel Cycling Academy  | + 23"    |

### 2e etappe
| Knokke-Heist – Zottegem (179,9 km) |                   |                          |          |
| Plaats                             | Naam              | Ploeg                    | Tijd     |
| Winnaar                            | Remco Evenepoel   | Deceuninck–Quick-Step    | 4u26'04" |
| 2                                  | Fabio Jakobsen    | Deceuninck–Quick-Step    | + 42"    |
| 3                                  | Tim Merlier       | Corendon-Circus          | z.t.     |
| 4                                  | Lionel Taminiaux  | Wallonie Bruxelles       | z.t.     |
| 5                                  | Davide Martinelli | Deceuninck–Quick-Step    | z.t.     |
| 6                                  | Jasper Philipsen  | Nationale selectie       | z.t.     |
| 7                                  | Tom Van Asbroeck  | Israel Cycling Academy   | z.t.     |
| 8                                  | Alex Kirsch       | Trek-Segafredo           | z.t.     |
| 9                                  | Bryan Coquard     | Vital Concept-B&B Hotels | z.t.     |
| 10                                 | Pieter Serry      | Deceuninck–Quick-Step    | z.t.     |

| Algemeen klassement |                   |                          |          |
| Plaats              | Naam              | Ploeg                    | Tijd     |
| Blauwe trui         | Remco Evenepoel   | Deceuninck–Quick-Step    | 8u41'03" |
| 2                   | Fabio Jakobsen    | Deceuninck–Quick-Step    | + 51"    |
| 3                   | Tim Merlier       | Corendon-Circus          | z.t.     |
| 4                   | Jasper Philipsen  | Nationale selectie       | + 57"    |
| 5                   | Davide Martinelli | Deceuninck–Quick-Step    | + 59"    |
| 6                   | Tom Van Asbrouck  | Israel Cycling Academy   | + 1'00"  |
| 7                   | Tim Wellens       | Lotto Soudal             | z.t.     |
| 8                   | Loic Vliegen      | Wanty-Gobert             | z.t.     |
| 9                   | Lionel Taminiaux  | Wallonie Bruxelles       | + 1'01"  |
| 10                  | Bryan Coquard     | Vital Concept-B&B Hotels | z.t.     |

### 3e etappe (INDIVIDUELE TIJDRIT)
| Grimbergen - Grimbergen (9,2 km) |                      |                        |        |
| Plaats                           | Naam                 | Ploeg                  | Tijd   |
| Winnaar                          | Tim Wellens          | Lotto Soudal           | 10'46" |
| 2                                | Nathan Van Hooydonck | Nationale selectie     | + 1"   |
| 3                                | Victor Campenaerts   | Lotto Soudal           | + 2"   |
| 4                                | Remco Evenepoel      | Deceuninck–Quick-Step  | + 3"   |
| 5                                | Ryan Mullen          | Trek-Segafredo         | + 4"   |
| 6                                | Christophe Laporte   | Cofidis                | + 5"   |
| 7                                | Matthias Brändle     | Israel Cycling Academy | + 6"   |
| 8                                | Alex Kirsch          | Trek-Segafredo         | + 8"   |
| 9                                | Lasse Norman Hansen  | Corendon-Circus        | z.t.   |
| 10                               | Niki Terpstra        | Total Direct Energie   | + 11"  |

| Algemeen klassement |                    |                          |          |
| Plaats              | Naam               | Ploeg                    | Tijd     |
| Blauwe trui         | Remco Evenepoel    | Deceuninck–Quick-Step    | 8u51'52  |
| 2                   | Tim Wellens        | Lotto Soudal             | + 57"    |
| 3                   | Victor Campenaerts | Lotto Soudal             | + 1'00"  |
| 4                   | Christophe Laporte | Cofidis                  | + 1'03"  |
| 5                   | Alex Kirsch        | Trek-Segafredo           | + 1'06"  |
| 6                   | Toon Aerts         | Telenet-Fidea Lions      | + 1'17"" |
| 7                   | Brent Van Moer     | Lotto Soudal             | + 1'18"  |
| 8                   | Jasper Philipsen   | Nationale selectie       | z.t.     |
| 9                   | Jelle Wallays      | Lotto Soudal             | + 1'19"  |
| 10                  | Bryan Coquard      | Vital Concept-B&B Hotels | + 1'28"  |
|                     |                    |                          |          |
| 12                  | Pieter Weening     | Roompot-Charles          | z.t.     |

### 4e etappe
| Seraing – Seraing (151,6 km) |                    |                             |         |
| Plaats                       | Naam               | Ploeg                       | Tijd    |
| Winnaar                      | Victor Campenaerts | Lotto Soudal                | 3u40'16 |
| 2                            | Andreas Kron       | Riwal-Readynez Cycling Team | z.t.    |
| 3                            | Remco Evenepoel    | Deceuninck–Quick-Step       | z.t.    |
| 4                            | Loic Vliegen       | Wanty-Gobert                | + 1'03" |
| 5                            | Jasper Philipsen   | Nationale selectie          | + 1'05" |
| 6                            | Otto Vergaerde     | Corendon-Circus             | z.t.    |
| 7                            | Toon Aerts         | Telenet-Fidea Lions         | z.t.    |
| 8                            | Mathieu Burgaudeau | Total Direct Energie        | z.t.    |
| 9                            | Daan Soete         | Pauwels Sauzen-Bingoal      | z.t.    |
| 10                           | Jetse Bol          | Burgos-BH                   | z.t.    |

| Algemeen klassement |                    |                             |          |
| Plaats              | Naam               | Ploeg                       | Tijd     |
| Blauwe trui         | Remco Evenepoel    | Deceuninck–Quick-Step       | 12u32'02 |
| 2                   | Victor Campenaerts | Lotto Soudal                | + 52"    |
| 3                   | Tim Wellens        | Lotto Soudal                | + 2'02"  |
| 4                   | Toon Aerts         | Telenet-Fidea Lions         | + 2'28"" |
| 5                   | Andreas Kron       | Riwal-Readynez Cycling Team | + 2'29"  |
| 6                   | Jasper Philipsen   | Nationale selectie          | z.t.     |
| 7                   | Loic Vliegen       | Wanty-Gobert                | + 2'38"  |
| 8                   | Bryan Coquard      | Vital Concept-B&B Hotels    | + 2'39"  |
| 9                   | Aimé De Gendt      | Wanty-Gobert                | z.t.     |
| 10                  | Pieter Weening     | Roompot-Charles             | z.t.     |

### 5e etappe
| Tongeren - Beringen (158,5 km) |                |                          |          |
| Plaats                         | Naam           | Ploeg                    | Tijd     |
| Winnaar                        | Bryan Coquard  | Vital Concept-B&B Hotels | 3u17'15" |
| 2                              | Pierre Barbier | Roubaix Lille Métropole  | z.t.     |
| 3                              | Emils Liepins  | Wallonie Bruxelles       | z.t.     |

## Eindklassementen
| Plaats      | Naam               | Ploeg                       | Tijd     |
| ----------- | ------------------ | --------------------------- | -------- |
| Blauwe trui | Remco Evenepoel    | Deceuninck–Quick-Step       | 15u49'17 |
| 2           | Victor Campenaerts | Lotto Soudal                | + 52"    |
| 3           | Tim Wellens        | Lotto Soudal                | + 2'02"  |
| 4           | Toon Aerts         | Telenet-Fidea Lions         | + 2'28"" |
| 5           | Andreas Kron       | Riwal-Readynez Cycling Team | + 2'29"  |
| 6           | Jasper Philipsen   | Nationale selectie          | z.t.     |
| 7           | Bryan Coquard      | Vital Concept-B&B Hotels    | z.t.     |
| 8           | Loic Vliegen       | Wanty-Gobert                | + 2'38"  |
| 9           | Aimé De Gendt      | Wanty-Gobert                | + 2'39"  |
| 10          | Pieter Weening     | Roompot-Charles             | z.t.     |

| Plaats    | Naam             | Ploeg                 | Punten |
| --------- | ---------------- | --------------------- | ------ |
| Rode trui | Remco Evenepoel  | Deceuninck–Quick-Step | 66     |
| 2         | Jasper Philipsen | Nationale selectie    | 47     |
| 3         | Tim Merlier      | Corendon-Circus       | 47     |

| Plaats      | Naam                 | Ploeg                    | Punten |
| ----------- | -------------------- | ------------------------ | ------ |
| Zwarte trui | Thomas Sprengers     | Sport Vlaanderen-Baloise | 56     |
| 2           | Jan-Willem van Schip | Corendon-Circus          | 50     |
| 3           | Quinten Hermans      | Telenet-Fidea Lions      | 34     |

## Klassementenverloop
| Etappe           | Winnaar              | Algemeen klassement  | Puntenklassement     | Strijdlustklassement |
| ---------------- | -------------------- | -------------------- | -------------------- | -------------------- |
| 1                | Jan-Willem van Schip | Jan-Willem van Schip | Jan-Willem van Schip | Thomas Sprengers     |
| 2                | Remco Evenepoel      | Remco Evenepoel      | Fabio Jakobsen       | Thomas Sprengers     |
| 3                | Tim Wellens          | Remco Evenepoel      | Fabio Jakobsen       | Thomas Sprengers     |
| 4                | Victor Campenaerts   | Remco Evenepoel      | Remco Evenepoel      | Thomas Sprengers     |
| 5                | Bryan Coquard        | Remco Evenepoel      | Remco Evenepoel      | Thomas Sprengers     |
| Eindklassementen | Eindklassementen     | Remco Evenepoel      | Remco Evenepoel      | Thomas Sprengers     |

## UCI Europe Tour
In deze Ronde van België zijn punten te verdienen voor de ranking in de UCI Europe Tour 2019. Enkel renners die uitkomen voor een (pro-)continentale ploeg, maken aanspraak om punten te verdienen.
| Positie                      | 1e  | 2e | 3e | 4e | 5e | 6e | 7e | 8e | 9e | 10e | 11e | 12e | 13e | 14e | 15e |
| Eindklassement               | 100 | 70 | 40 | 30 | 25 | 20 | 15 | 10 | 9  | 8   | 7   | 6   | 5   | 4   | 3   |
| Per etappe                   | 20  | 14 | 8  | 7  | 6  | 5  | 4  | 2  |    |     |     |     |     |     |     |
| Drager leiderstrui (per dag) | 10  |    |    |    |    |    |    |    |    |     |     |     |     |     |     |

Mannen:
1908 · 1909 · 1910 · 1911 · 1912 · 1913 · 1914 · 1915-1918 · 1920 · 1921 · 1922 · 1923 · 1924 · 1925 · 1926 · 1927 · 1928 · 1929 · 1930 · 1931 · 1932 · 1933 · 1934 · 1935 · 1936 · 1937 · 1938 · 1939 · 1940-1944 · 1945 · 1946 · 1947 · 1948 · 1949 · 1950 · 1951 · 1952 · 1953 · 1954 · 1955 · 1956 · 1957 · 1958 · 1959 · 1960 · 1961 · 1962 · 1963 · 1964 · 1965 · 1966 · 1967 · 1968 · 1969 · 1970 · 1971 · 1972 · 1973 · 1974 · 1975 · 1976 · 1977 · 1978 · 1979 · 1980 · 1981 · 1982-1983 · 1984 · 1985 · 1986 · 1987 · 1988 · 1989 · 1990 · 1991-2001 · 2002 · 2003 · 2004 · 2005 · 2006 · 2007 · 2008 · 2009 · 2010 · 2011 · 2012 · 2013 · 2014 · 2015 · 2016 · 2017 · 2018 · 2019 · 2020 · 2021 · 2022 · 2023 · 2024
Vrouwen:
2012 ·
2013 · 2014 · 2015 · 2016 · 2017 · 2018 · 2019 · 2020 · 2021 · 2022 · 2023